# Náčelník Josef
Náčelník Josef mladší (indiánským jménem Hin-mah-too-yah-lat-kekt nebo Hinmatóowyalahtq̓it, anglicky Chief Joseph, Young Joseph nebo Joseph the Younger; 3. března 1840 - 21. září 1904), byl vůdce rodu Wal-lam-wat-kain (Wallowa) kmene Nez Perce, vnitrozemských indiánů z pacifického severozápadního regionu Spojených států. Na začátku 70. let 19. století vystřídal svého otce Tuekakase (náčelníka Josefa staršího).
Náčelník Josef vedl kmen Nez Perce během nejbouřlivějšího období jeho dějin, kdy byli americkou federální vládou násilně odsunuti ze země svých předků v údolí Wallowa v severovýchodním Oregonu do podstatně méně rozlehlé rezervace na území Idaha. Série násilných střetů s bílými osadníky na jaře 1877 vedle k tomu, že ti Nez Percové, kteří se bránili odsunu, včetně Josefova rodu a spojenecké části kmene z pahorkatiny Palouse, uprchli ze Spojených států ve snaze dosáhnout politického azylu v Kanadě po boku Lakotů, kteří tam putovali pod vedením Sedícího býka.
Nejméně 700 mužů, žen a dětí vedených Josefem a dalšími náčelníky Nez Perců pronásledovala americká armáda pod vedením generála Olivera O. Howarda. Šlo o 1900 km dlouhý ústup bojem známý jako válka Nez Perců. Dovednost, s jakou indiáni bojovali, a způsob, jakým se chovali tváří v tvář neuvěřitelným protivenstvím, jim vynesly velký obdiv u jejich vojenských oponentů i americké veřejnosti a zpravodajství o válce v amerických novinách vedlo k široké známosti Josefa a Nez Perců.
V říjnu 1877, po měsících útěku a odporu, byla většina přeživších členů Josefovy skupiny obklíčena v severní části státu Montana, pouhých 64 km od kanadských hranic. Nebyli již schopni bojovat a Josef se vzdal armádě s tím, že mu a jeho lidu bude umožněno vrátit se do rezervace v západním Idahu. Místo toho byl převážen mezi různými pevnostmi a rezervacemi v jižní části Velkých planin, než byl přesunut do indiánské rezervace Colville ve státě Washington, kde v roce 1904 zemřel.
Osud náčelníka Josefa je jedním z nejznámějších příběhů indiánských válek pro jeho vášnivý a zásadový odpor proti nucenému odsunu svého kmene spojený s morálním postojem humanisty a mírotvůrce.